# 湘南銀河大橋
湘南銀河大橋（しょうなんぎんがおおはし）は、相模川にかかる道路橋である。神奈川県高座郡寒川町と平塚市を結び、神奈川県道44号伊勢原藤沢線（湘南新道）を通す。

## 概要
本橋開通前は、国道1号の馬入橋とその上流の神川橋の間は約2.8km開いており、どちらも片側1車線であるため慢性的な渋滞が生じていた。両橋のほぼ中間の位置に3径間連続鋼斜張橋構造で建設され、1998年に片側1車線で暫定開通。
橋の名称は公募され、2371通の応募の中から「天にそびえる2本の塔に支えられ相模川をまたぐ壮大さと360度の広がりで見渡せる湘南の雄大な展望に、無限に広がる宇宙の夢、希望」（選考理由より）をイメージした「湘南銀河大橋」に決定した。2007年7月までに片側2車線で本供用し、国道129号とも接続した。
本橋の開通により、馬入橋や神川橋の渋滞に改善が見られた。本橋を含む湘南新道は平塚市の外郭環状道路と位置づけられ、さがみ縦貫道路寒川南ICや新湘南バイパス茅ヶ崎中央ICへのアクセス道としても利用される。本橋は1998年に、全日本建設技術協会主催による全建賞を受賞している

## 近隣の橋
（上流）- 神川橋 - 湘南銀河大橋 - 馬入橋 - 馬入川橋梁 - 湘南大橋 -【河口】